# Hans von Funck
Hans von Funck, född den 23 december 1891 i Aachen död den 14 februari 1979 i Viersen ca 15 km väster om Krefeld, var en tysk militär. von Funck befordrades till generalmajor i januari 1941 och till general i pansartrupperna i mars 1944. Han erhöll Riddarkorset av järnkorset med eklöv i augusti 1943.

## Biografi
Han anmälde sig som frivillig efter första världskrigets utbrott 1914. Hösten samma år kom han ut till fronten i ett kavalleriförband och vid årsslutet sårades han. Han återvände till fronten våren 1915, men sårades återigen vintern 1915/1916. När han kom tillbaka till tjänst placerades han i ett reservförband. Efter kriget fortsatte von Funcks militära karriär inom kavalleriet i Reichswehr. 
I november 1936 utnämndes von Funck till militärattaché i Spanien och gjorde en insats på Francos sida i det spanska inbördeskriget. Den 1 januari 1939 blev han även militärattaché i Portugal. 
Efter att invasionen av Polen 1939 avslutats fick von Funck den 15 oktober 1939 befälet över ett pansarregemente i 3. Panzer-Division. Han ledde detta regemente under fälttåget i väst 1940. I november fick han befälet över divisionens pansarbrigad. 
I början av 1941 anlände von Funck till det italienska överkommandot i Nordafrika där han verkade som OKW:s förbindelseofficer. Det italienska styrkorna i Nordafrika var på defensiven och det planerades ett tyskt ingripande. Han fick befälet över Sperrverband Lybien (den blivande tyska Afrikakåren) som bildades av hans brigadsstab och underställdes bland annat delar från 3. Panzer-Division (inklusive hans forna pansarregemente).
Han fick uppdraget att undersöka ökenlandskapet och hitta lämpliga framryckningsvägar för pansarförbanden. Hans rapport var nedslående och han menade på att det inte fanns några insatsmöjligheter för pansarförband i öknen. Som resultat av hans negativa rapport fick han lämna öknen och återvända till Tyskland. Istället utsågs Erwin Rommel till befälhavare för Afrikakåren och von Funck fick ta befälet över Rommels 7. Panzer-Division. 
von Funck ledde 7. Panzer-Division på östfronten under operation Barbarossa och erhöll den 15 juli 1941 riddarkorset. Under senhösten deltog han och hans division i anfallet mot Moskva, operation Tyfon. Under våren 1942 drogs divisionen tillbaka till Frankrike för vila och återupprustning innan de återvände till östfronten igen. Den 22 augusti 1943 förlänades von Funck med eklöven till sitt riddarkors. Några dagar tidigare hade han lämnat över befälet till sin division och placerats i befälsreserven. 
Efter några månader i befälsreserven fick von Funck i slutet av 1943 befälet över XXIII. Armeekorps på östfronten. Detta befäl varade bara några månader innan han istället fick befälet över XXXXVII. Panzerkorps. Denna kår befann sig på södra delen av östfronten men förflyttades senare till Frankrike. Där stred den i Normandie efter de allierades landstigning i juni 1944. I slutet av augusti fick von Funck tillfälligt befälet över 7. Armee sedan Paul Hausser sårats. 
von Funck placerades i september samma år i befälsreserven och pensionerades den 28 februari 1945. Vid krigsslutet lämnades han över till Sovjetunionen och levde där i krigsfångenskap maj 1945 – oktober 1955.

## Befäl
- militärattaché i Spanien november 1936 – oktober 1939
  - samtidigt militärattaché i Portugal augusti – oktober 1939
- 5. pansarregementet oktober 1939 – november 1940
- 3. Panzer-Brigade november 1940 – januari 1941
- 7. Panzer-Division februari 1941 – augusti 1943
- XXIII. Armeekorps december 1943 – februari 1944
- XXXXVII. Panzerkorps mars – september 1944
- till förfogande för överbefälhavaren september 1944 – februari 1945